# Baron Harington

Ursprüngliches Familienwappen der Barone Harington

Baron Harington, of Aldingham, war ein erblicher britischer Adelstitel in der Peerage of England.
Historischer Familiensitz der Barone war bis 1458 Gleaston Castle in Cumbria.

## Verleihung und Geschichte des Titels
Der Titel wurde am 3. Dezember 1326 von König Eduard II. von England für Sir John Harington geschaffen, indem dieser per Writ of Summons ins englische Parlament berufen wurde. Er war ein Mitglied der Opposition gegen den Favoriten des Königs Piers Gaveston († 1312).
Beim Tod seines Ururenkels, des 5. Barons, fiel der Titel 1458 an dessen Enkel William Bonville als 6. Baron, den Sohn seiner einzigen Tochter Elizabeth Harington († vor 1458) und des William Bonville (⚔ 1460), Sohn und Erbe des William Bonville, 1. Baron Bonville († 1461). Dessen einzige Tochter Cecily Bonville beerbte 1460 ihren Vater als 7. Baroness Harington und 1461 ihren Großvater als 2. Baroness Bonville und heiratete 1474 Thomas Grey, 1. Marquess of Dorset. Deren Sohn Thomas Grey erbte 1501 von seinem Vater die Titel als 2. Marquess of Dorset und 8. Baron Ferrers of Groby sowie 1529 auch die beiden Baronien seiner Mutter. Dessen Sohn, der 3. Marquess, wurde 1551 auch zum Duke of Suffolk. Nach dem Tod König Eduards VI. versuchte er erfolglos seine Tochter Lady Jane Grey gegen die katholische Thronanwärterin Maria I. durchzusetzen. Er wurde schließlich 1554 wegen Hochverrats geächtet und hingerichtet, womit alle seine Titel verwirkt waren.

## Liste der Barone Harington (1326)
- John Harington, 1. Baron Harington († 1347)
- John Harington, 2. Baron Harington (1328–1363)
- Robert Harington, 3. Baron Harington (1356–1406)
- John Harington, 4. Baron Harington (1384–1418)
- William Harington, 5. Baron Harington (um 1394–1458)
- William Bonville, 6. Baron Harington (1442–1460)
- Cecily Grey, Marchioness of Dorset, 7. Baroness Harington (1460–1529)
- Thomas Grey, 2. Marquess of Dorset, 8. Baron Harington (1477–1530)
- Henry Grey, 1. Duke of Suffolk, 9. Baroness Harington († 1554) (Titel verwirkt 1554)